# Cercanías del Campo de Tarragona
El Cercanías del Campo de Tarragona (en catalán: Rodalia del Camp de Tarragona) es una red de ferrocarril de cercanías en la provincia de Tarragona, perteneciente a la red de Rodalies de Catalunya. Consta de dos líneas, la RT1 tiene 55 circulaciones de trenes cada día y la RT2 que tiene 10 circulaciones de trenes cada día.

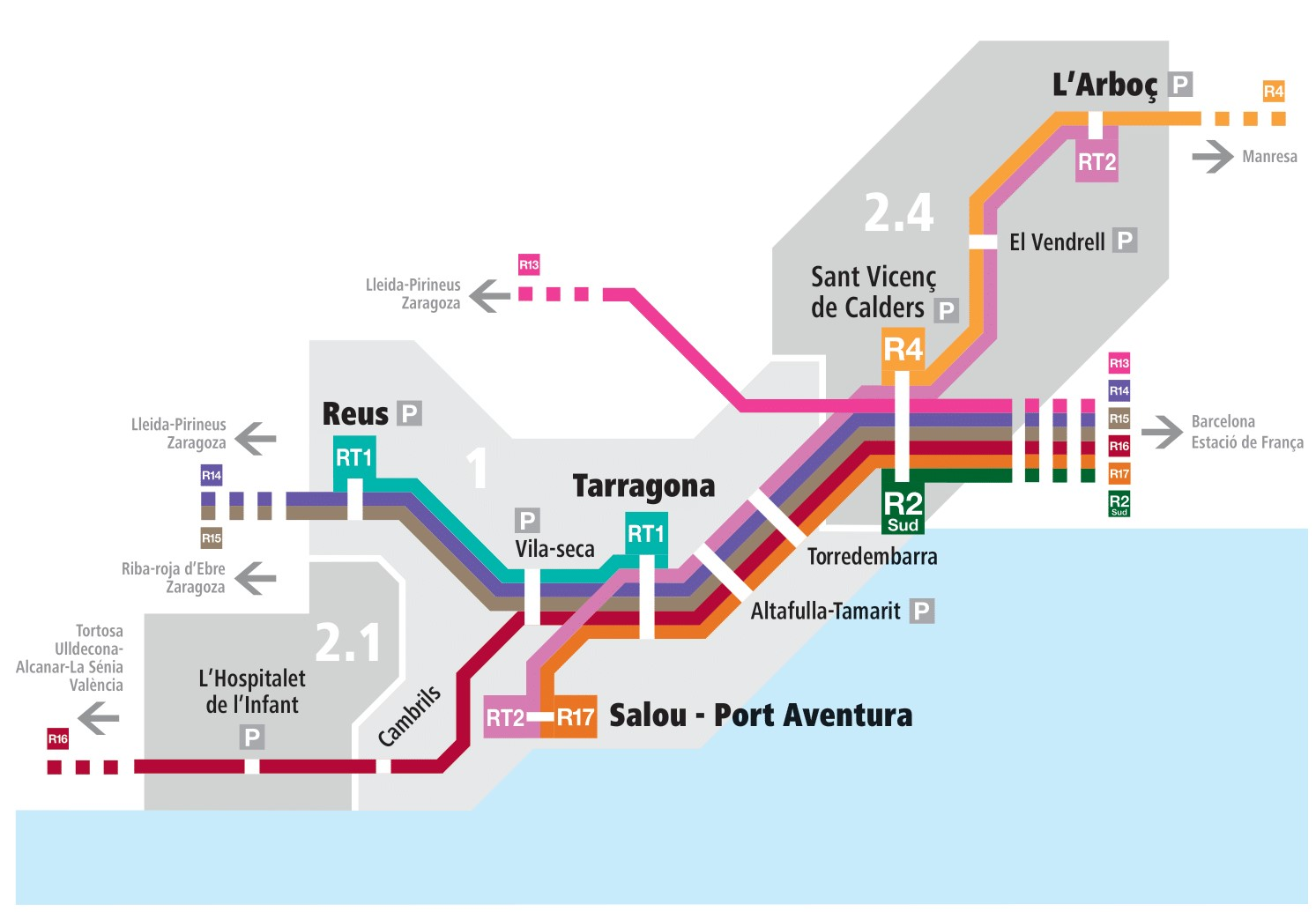
Mapa del servicio de Cercanías del Campo de Tarragona de Rodalies de Catalunya.

## Líneas
| Línea | Recorrido |
| ----- | --- |
|       | Reus - Vilaseca - Tarragona                                                                                       |
|       | Salou - Port Aventura - Tarragona - Altafulla-Tamarit - Torredembarra - San Vicente de Calders - Vendrell - Arbós |